# 喬卡尼鄉
46°16′N 27°32′E / 46.267°N 27.533°E
喬卡尼鄉（羅馬尼亞語：Comuna Ciocani, Vaslui），是羅馬尼亞的鄉份，位於該國東北部，由瓦斯盧伊縣負責管轄，面積39平方公里，海拔高度100米，2007年人口1,784，人口密度每平方公里45人。